# Edad de Hierro en Emiratos Árabes Unidos
La Edad de Hierro en Emiratos Árabes Unidos albergó tres períodos distintos de la Edad del Hierro. La Edad de Hierro I abarcó del 1.200 al 1.000 a. C., la Edad de Hierro II del 1.000 al 600 a. C., y la Edad de Hierro III del 600 al 300 a. C. A este período de desarrollo humano en la región le siguió la era mleiha o preislámica tardía, desde el año 300 a. C. en adelante hasta la era islámica, que comenzó con la culminación de las guerras Ridda del siglo VII.
Hasta cierto punto, el término «Edad de Hierro» se aplica incorrectamente, ya que existen pocas pruebas de cualquier trabajo de hierro indígena fuera de los hallazgos en Muwailah, que se cree que son importaciones, e incluso la amplia evidencia de fundición a lo largo de la Edad del Hierro encontrada en Saruq Al Hadid está dominada por la producción de cobre y estaño.
Los hallazgos del importante sitio de Tell Abraq en Umm al-Qaywayn han sido cruciales en la división de los tres períodos de la Edad de Hierro en los Emiratos Árabes Unidos.

## Edad de Hierro I

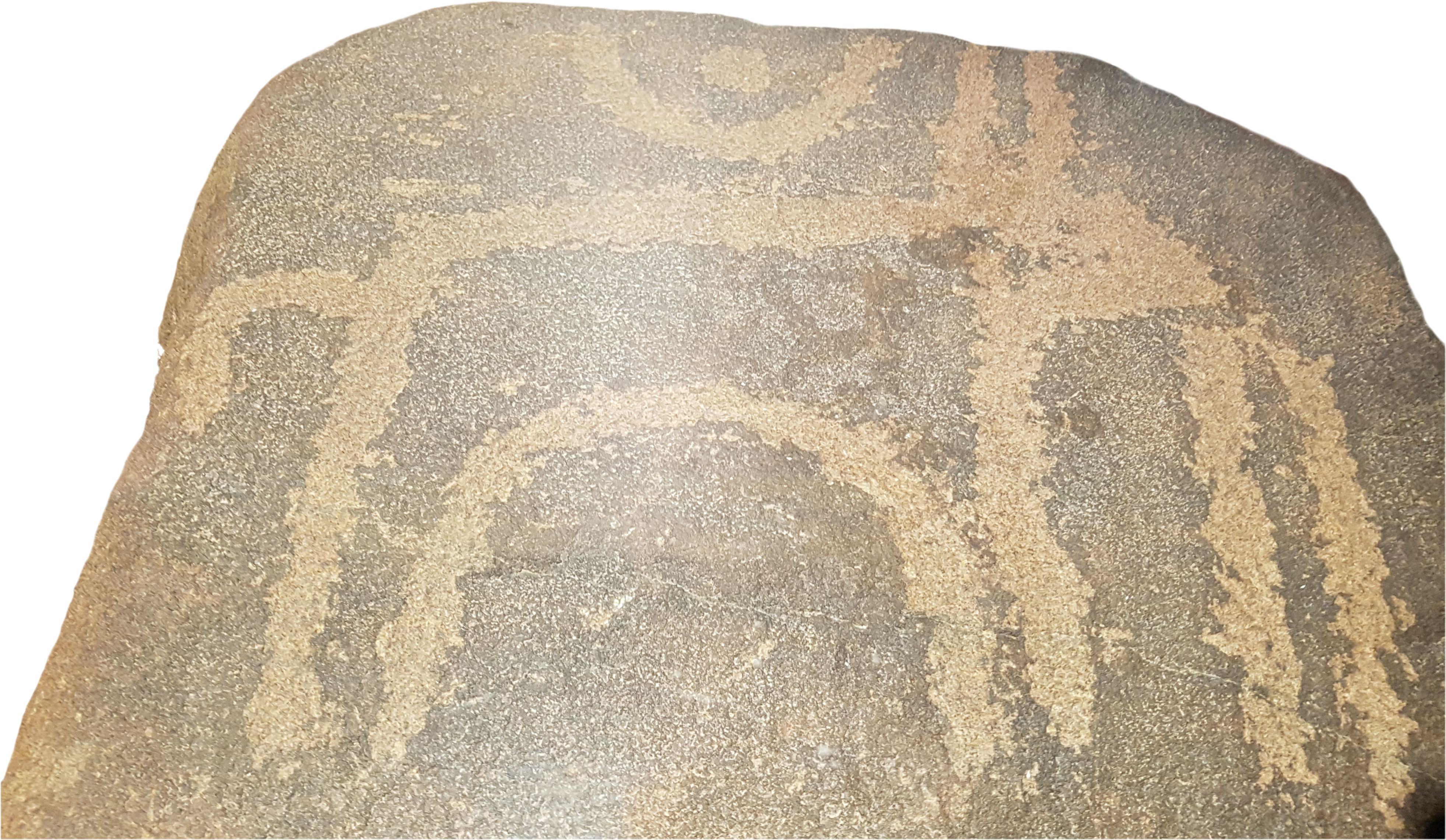
Petroglifo de la Edad de Hierro de Sharjah, Emiratos Árabes Unidos

El período de la Edad de Hierro I en los Emiratos Árabes Unidos siguió inmediatamente al período de Wadi Suq, que transcurrió entre el 2.000 y el 1.300 a. C. El pueblo de Wadi Suq no únicamente domesticaba camellos, sino que también sembraba cultivos de trigo, cebada y dátiles. A lo largo del período se produjo un cambio gradual de los asentamientos costeros a los del interior. La mayoría de los hallazgos fechados en el período de la Edad de Hierro I se centran en Shimal, Tell Abraq y Al Hamriyah en la costa oeste y Kalba en el este. A pesar del creciente desarrollo del interior, la dieta de la Edad de Hierro I todavía contenía una gran cantidad de pescado y mariscos. La gacela, el oryx y los animales domésticos (ovejas, cabras y ganado) también formaban parte de la dieta de la Edad de Hierro I, complementada por el emergente y extenso cultivo de trigo y cebada.
La cerámica de la Edad de Hierro I refleja una continuidad del período del Suq Wadi y es gruesa, a menudo de gran escala. Otro vínculo con el período del Suq Wadi se reveló cuando el análisis de una concha bivalva fechada en el período de la Edad de Hierro I mostró que había contenido atacamita, un pigmento a base de cobre utilizado como maquillaje para los ojos. Conchas similares fueron encontradas en un entierro en el Suq de Wadi en Sha'am, en el norte de Ras al-Khaimah.

## Edad de Hierro II

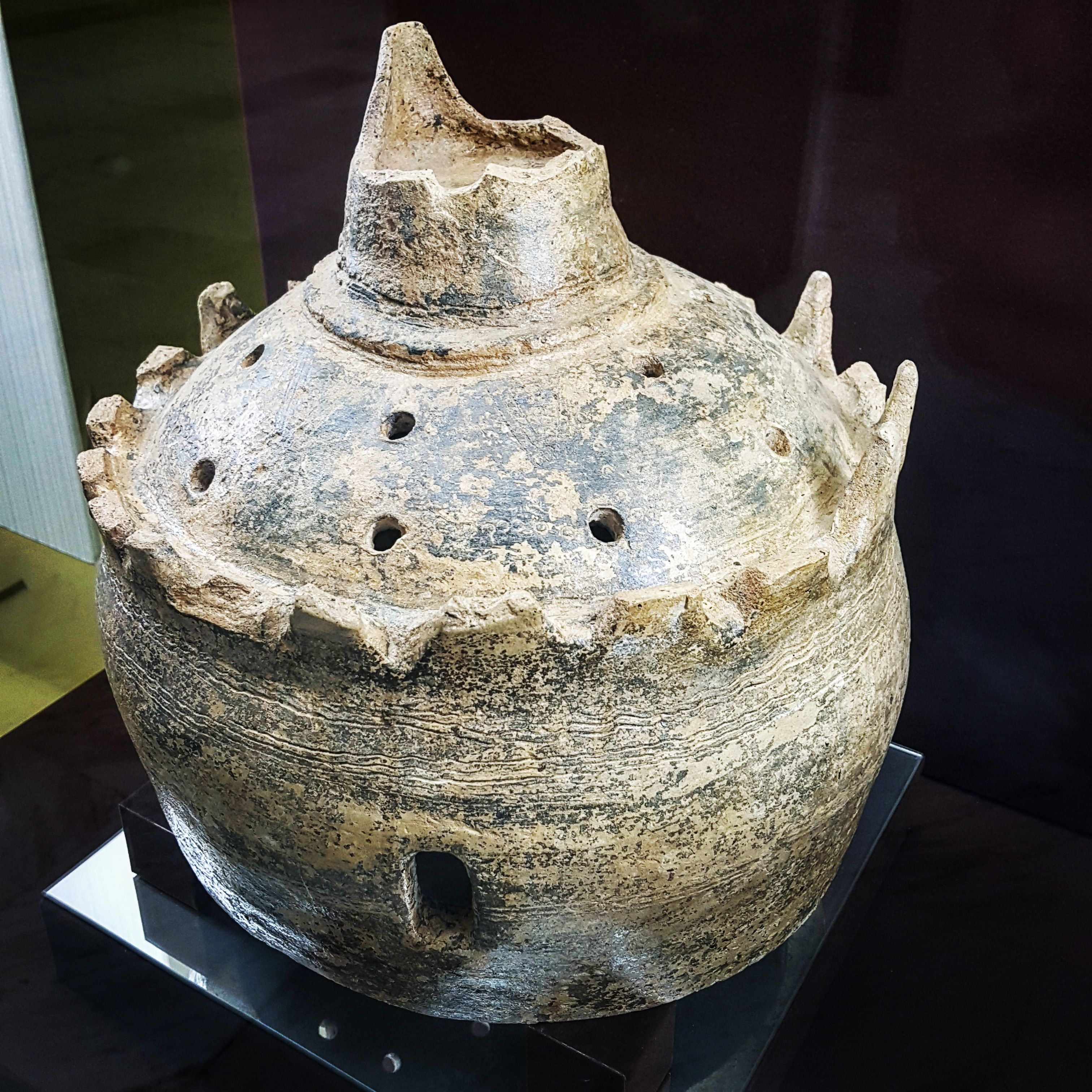
Una vasija, descubierta en el edificio de la Edad de Hierro en Bidaa Bint Saud y expuesta en el Museo Nacional de Al Ain. Se cree que es un quemador de incienso.

Se han encontrado amplias pruebas de asentamientos de la Edad de Hierro II en todos los Emiratos Árabes Unidos, en particular en Muwailah, Al Thuqeibah, Bidaa Bint Saud, así como Rumailah y Qattara en Al Ain. El desarrollo de acequias y vías fluviales cada vez más complejas, falaj (plural aflaj) tuvo lugar durante este tiempo y se encuentra en Bidaa Bint Saud y Thuqeibah, se remontan al período de la Edad de Hierro II, anteriores a los hallazgos de las vías fluviales de qanat en Irán. Los primeros hallazgos de aflaj, en particular,los de alrededores de la ciudad desértica de Al Ain, han sido citados como las primeras pruebas de la construcción de estas vías fluviales. Se cree que la cercana Bidaa Bint Saud se convirtió en un sitio importante durante la Edad de Hierro, tanto como parada de caravanas como por ser una comunidad asentada de granjeros que usaban el sistema de irrigación "falaj". Dos de estos pasajes de irrigación han sido parcialmente excavados en Bidaa Bint Saud, y varias secciones permanecen en condiciones razonables. En una de las excavaciones se descubrieron varios agujeros de pozo revestidos de arenisca, así como un punto de acceso subterráneo escalonado y una gran cisterna abierta. También se han encontrado en el sitio pruebas de tierras de regadío.

Rumailah, hoy parte de Al Ain, fue un importante asentamiento de la Edad de Hierro II, que data de alrededor del 1.100-500 a. C. Los hallazgos en Rumailah incluyen una cerámica distintiva decorada con serpientes, similar a la encontrada en Qusais, Masafi y las principales edades de Hierro y Bronce; centro de producción metalúrgica en el sitio arqueológico de Saruq Al Hadid, así como clorita en vasijas decoradas con tortugas alternando con árboles, similares a los hallazgos de Qidfa' en Fujairah, Qusais en Dubái y Al-Hajar en Baréin.

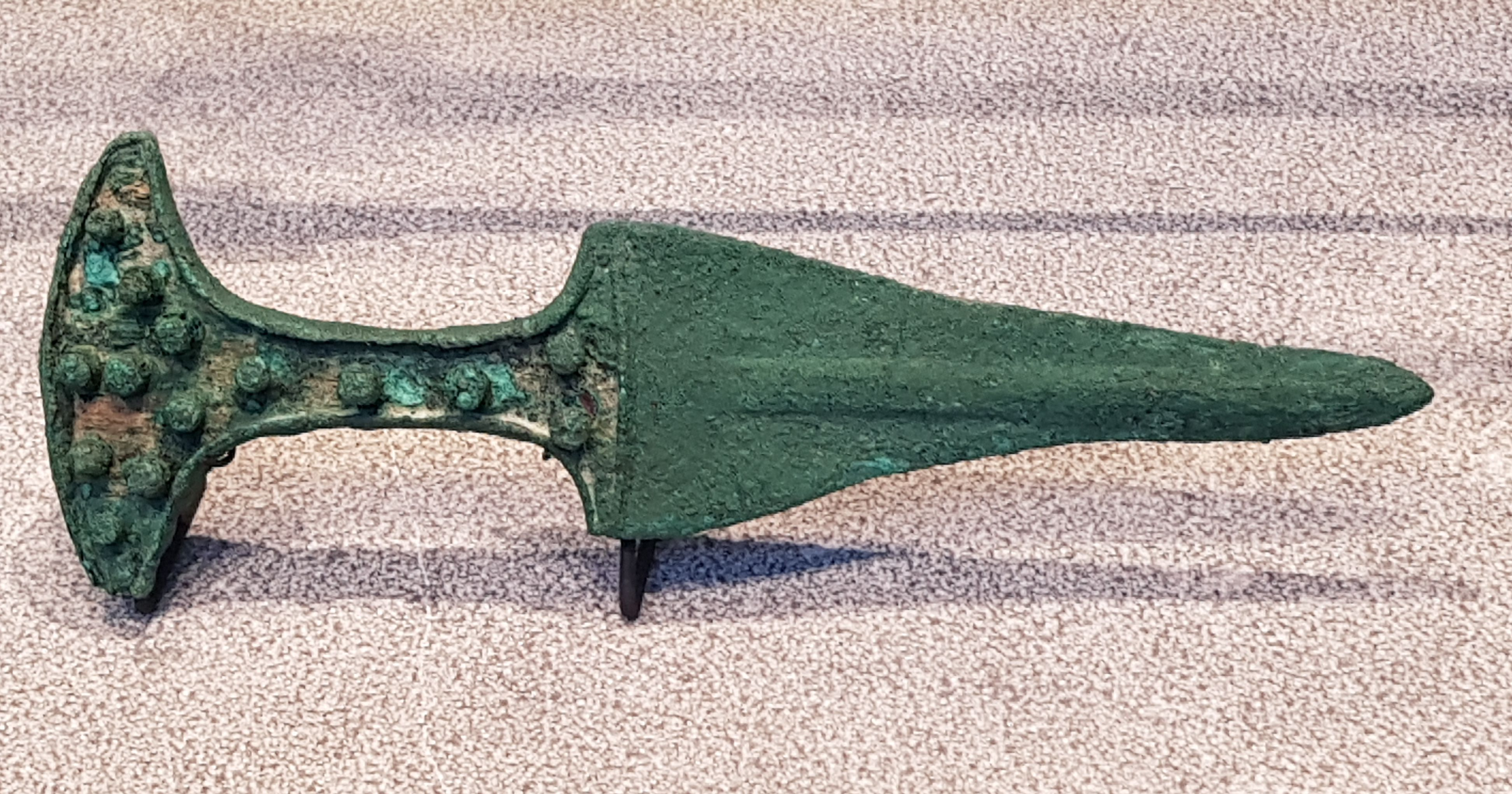
Una daga de la Edad de Hierro, fechada en el año 1.000 a. C., del Oasis de Qattara. Exhibida en el Louvre Abu Dhabi, prestada por el Museo de Al Ain.

Un número de espadas y cabezas de hacha de la Edad de Hierro, así como moldes de sellos distintivos, también fueron recuperados del sitio junto con varias puntas de flecha de bronce. Los edificios de la Edad de Hierro encontrados en Rumailah son típicos de los encontrados en la región, en sitios de la Edad de Hierro I y II como Al Thuqeibah y Muweilah, con varias viviendas en hilera, aunque carecen de los muros perimetrales encontrados en Thuqeibah. Una sala con columnas en Rumailah proporciona un vínculo adicional con Muweilah, mientras que una serie de sellos piramidales encontrados allí, hacen eco con objetos similares descubiertos en Bidaa Bint Saud.
La datación por radiocarbono en los artefactos encontrados en Muweilah sitúa la fecha original del asentamiento entre el 850 y el 800 a. C. y que disfrutó de un breve apogeo antes de ser destruido en un incendio alrededor del 600 a. C. Construido en su mayoría con ladrillos de barro entrelazados y muros de ladrillo de barro/piedra, el propio asentamiento amurallado rodea un gran recinto con murallas de siete edificios, que se cree que proporcionaban alojamiento y un centro administrativo. Este edificio central contenía al menos veinte columnas y ha sido un rico tesoro para los arqueólogos, con extensos hallazgos de vasijas pintadas, escoria, armas de hierro y cientos de piezas de bronce. Posibilitado por la domesticación del camello en la región, que se cree que tuvo lugar alrededor del año 1.000 a. C., el comercio de Muweilah incluía la fabricación de artículos de cobre, con «amplia dispersión de escoria de fundición, por la fabricación de artículos de cobre encontrados en todo el sitio». Muweilah es relativamente único en su temprana y amplia adopción de los bienes de hierro, que se cree que fueron importados de Irán. Cientos de piedras de molienda indican el consumo tanto de cebada como de trigo. Aunque hoy en día se encuentra a unos 15 km tierra adentro, se cree que en su apogeo, Muweilah se habría ubicado en un khor o arroyo.
En la Edad de Hierro II también se construyeron fortificaciones, con varias torres y otros edificios que ofrecían protección a los aflaj y a los cultivos que regaban. Hili 14 en Al Ain, el Fuerte Madhab y el Fuerte Awhala en Fujairah así como Jebel Buhais cerca de Madam en Sharjah y Rafaq en el Wadi Quor en Ras al-Khaimah son todas fortificaciones que datan de esta época.

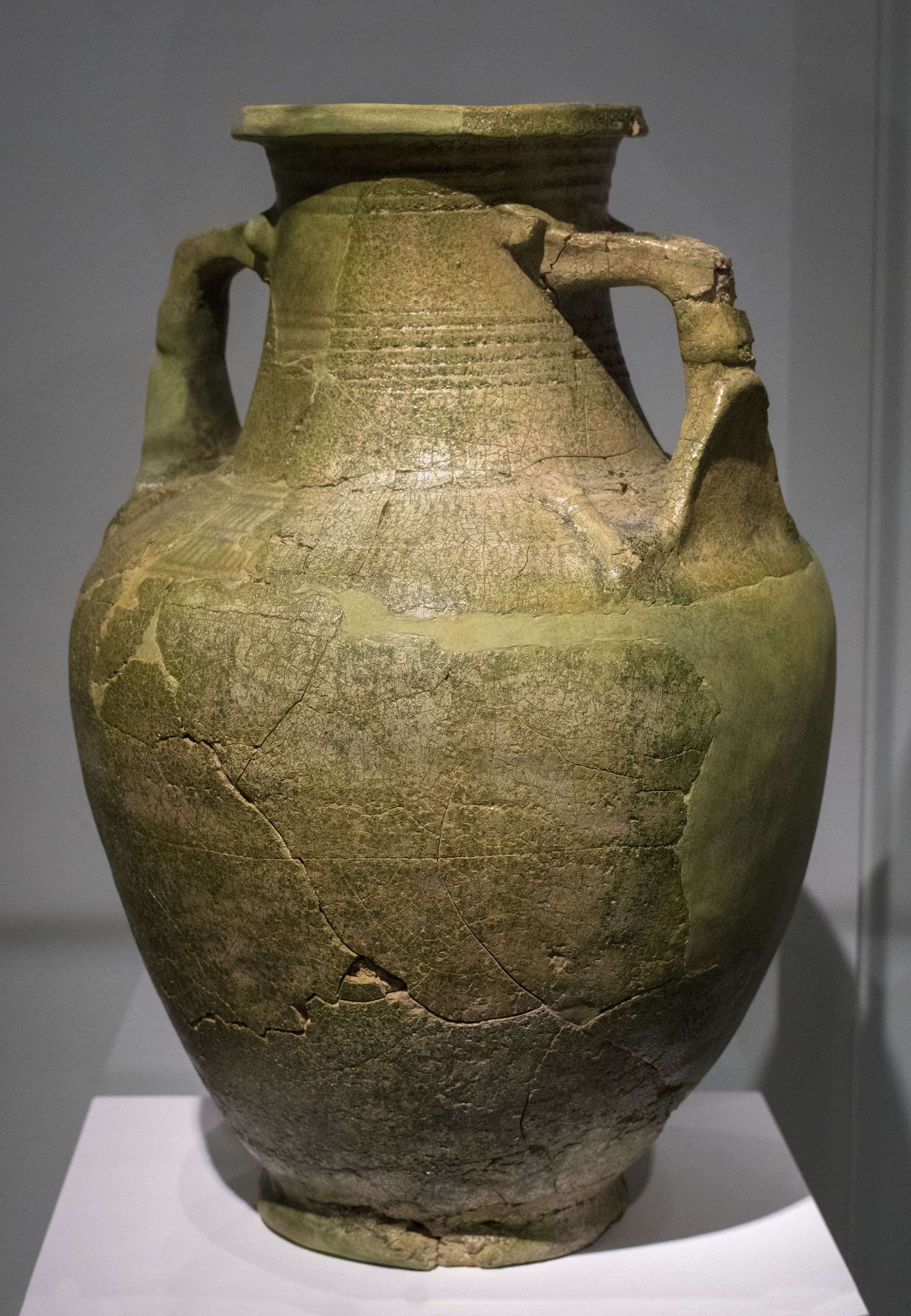
Vasija de la era Mleiha del en Sharjah.

Las pruebas de la ocupación de la Edad de Hierro III en los Emiratos se encuentran en Tell Abraq, Shimal, Rumailah, Hili y Thuqeibah. Los hallazgos dibujan un fuerte vínculo cultural con los iraníes arcaicos y señalan que la zona es la satrapía de Maka. Las espadas cortas de la Edad de Hierro de Qusais, Jebel Buhais y Rumailah reflejan imágenes de «nativos de Maka» encontradas en el trono de Darío II en Persépolis, mientras que la cerámica encontrada en la Edad de Hierro III refleja las encontradas en varios sitios iraníes de la época.

## Posterior a la Edad de Hierro
El período comprendido entre el 300 y el 0 a. C. ha sido denominado tanto el período Mleiha como el período preislámico tardío, y sigue a la disolución del imperio de Darío III. Aunque la época se ha llamado helenística, las conquistas de Alejandro Magno no fueron más allá de Persia y dejó intacta a Arabia. Sin embargo, las monedas macedonias desenterradas en Ed-Dur se remontan a Alejandro Magno, y los manuscritos griegos contemporáneos han dado las exportaciones de Ed-Dur como «perlas, tinte púrpura, ropa, vino, oro y esclavos, y una gran cantidad de dátiles».
La evidencia más completa de asentamiento humano y comunidad de esta época está en Mleiha, donde una próspera comunidad agraria se benefició de la protección de un fuerte de ladrillos de barro. Fue aquí, y durante este período, donde se han encontrado las pruebas más completas del uso del hierro, incluyendo clavos, espadas largas y puntas de flecha, así como pruebas de escoria de fundición.